# Hélène Mannarino
Pour les articles homonymes, voir Mannarino.
Hélène Mannarino, née le 17 juillet 1990 à Valenciennes, est une journaliste, animatrice de télévision et de radio française.
Très tôt passionnée par le monde des médias et du journalisme, elle effectue plusieurs stages dans des radios et des chaines de télévision nationales. Elle apparaît pour la première fois à l'antenne en tant que chroniqueuse, en 2014, sur France Ô, avant de rejoindre la chaîne D8 (C8).
En 2018, elle intègre le groupe TF1, et devient présentatrice de l'émission Appels d'urgence, sur TFX. Elle anime plusieurs chroniques sur la chaîne LCI et sur la radio Europe 1. À partir de septembre 2022, elle présente l'émission C'est Canteloup. Elle rejoint Bonjour ! à partir de janvier 2024, pour y présenter L'œil d'Hélène, tiré de sa chronique Portait inattendu dans Culture Médias quand elle était sur Europe 1.

## Biographie

### Jeunesse, études et premières expériences professionnelles
Hélène Mannarino naît le 17 juillet 1990 à Valenciennes et grandit dans la commune de Saint-Saulve. Elle a des origines italiennes.
Vers l'âge de 10 ans, elle se passionne pour le journalisme, en prenant notamment pour modèle Marc-Olivier Fogiel. Elle se rend d'ailleurs dans le public d'On ne peut pas plaire à tout le monde. Elle étudie à Valenciennes, au collège Saint-Jean Baptiste et au lycée Notre-Dame. Elle effectue son stage de troisième au sein de la rédaction du quotidien régional La Voix du Nord.
Elle entame une première année de licence de communication à Lille, puis une première année de licence d'histoire à Lille-III. Elle effectue sa deuxième année à distance, en étant au même moment stagiaire au standard de la radio RTL, pour la matinale de Vincent Parizot. Elle rencontre alors Jean-Michel Aphatie, qui collabore avec cette radio, et qui lui permet d'intégrer en 2011 l'équipe du Grand Journal, en tant que stagiaire et assistante d'Ali Baddou durant six mois. En parallèle, elle intègre l'Institut européen de journalisme (IEJ) à Paris, mais arrête les cours après avoir été embauchée comme assistante dans La Nouvelle Édition, une autre émission d'Ali Baddou. Elle fait alors une validation des acquis et obtient le niveau master,,,,.

### Débuts à la télévision: chroniqueuse sur France Ô et D8 (C8)
Elle apparaît pour la première fois à l'antenne en 2014, en étant chroniqueuse pour l'émission Le Lab.Ô, sur France Ô. Sa rubrique s'intitule Les Scoops d’Hélène,,.
Repérée par Ara Aprikian, elle intègre en 2015 l'équipe du Grand 8, sur D8, pour y effectuer une chronique intitulée La semaine d’Hélène,. En septembre 2016, elle reste sur la même chaîne (renommée C8 entre-temps) et devient chroniqueuse pour la nouvelle émission Il en pense quoi Camille ?, présentée par Camille Combal. Dans une interview accordée à Télé 7 jours, elle indique : « Ça s’est arrêté pour moi quand l’émission a pris une tournure plus divertissante. Je suis partie en très bons termes, c’est juste que mes attentes étaient différentes ».

### Arrivée sur le groupe TF1 et débuts en tant qu'animatrice
À la rentrée 2017, elle arrive sur le groupe TF1, plus précisément sur LCI, où elle anime, du lundi au vendredi à 13 h 30, une chronique intitulée Carte blanche, qu'elle résume en ces mots dans une interview accordée à Télé 7 jours : « Je reçois un ou plusieurs invités par jour, du monde de la culture. […] Pendant 15 minutes, on parle de leur actualité et de leur promo. […] J’appelle leurs proches pour avoir des indiscrétions. […] Le but est de donner l’impression que je connais parfaitement leur vie. »,.
La même année, elle fait ses débuts en tant qu'animatrice radio, de septembre à décembre, elle coprésente avec Nico Richaud, Virgin Radio Direct, la pré-matinale de Virgin Radio,.
En septembre 2018, elle reprend l'animation d'Appels d'urgence, une émission de reportages diffusée sur TFX,.
En 2020, elle s'essaie pendant une semaine (entre le 25 octobre et le 1er novembre) à la présentation de journaux sur LCI, précisément ceux de 18 h, 22 h et 23 h,.
Début 2019, sa chronique Carte blanche s'arrête sur LCI. En remplacement, elle participe à La Matinale de Pascale de La Tour du Pin, sur la même chaîne.
Fin 2020, elle présente Rétroscopie sur TMC, une émission qui imagine l'interview d'une célébrité dans le futur,,.
Au cours de l'été 2021, elle présente plusieurs numéros, en prime-time sur TF1, du Grand Quiz, émission qui permet au public de tester ses connaissances sur plusieurs thèmes précis.
Dès la rentrée 2021, elle devient co-animatrice de La Matinale sur LCI en duo avec Stefan Etcheverry.
À partir de septembre 2022, elle présente l'émission C'est Canteloup sur TF1 en remplacement d’Alessandra Sublet.

### Retour en radio sur Europe 1
En août 2019, elle fait ses premiers pas en tant que journaliste à la radio, sur Europe 1, en animant du lundi au vendredi à 10 h 20, Le Portrait inattendu, une chronique au sein de Culture Médias, la matinale de Philippe Vandel,,,.

### Vie privée
Hélène Mannarino a un frère kinésithérapeute et deux sœurs, l'une institutrice et l'autre dans les ressources humaines. Son père dirige une Association de Protection de l’Enfance et de Protection des Adultes et sa mère, Geneviève Mannarino, est engagée en politique,.

## Engagements
Hélène Mannarino est marraine du Sidaction ainsi que de l'opération Une jonquille contre le cancer, liée à l'Institut Curie.

## Émissions

### À la télévision

#### Animatrice et chroniqueuse
- 2014 : Le Lab.Ô sur France Ô : chroniqueuse
- 2015 : Le Grand 8 sur D8 : chroniqueuse
- 2016 : Il en pense quoi Camille ? sur C8 : chroniqueuse
- 2017 - 2019 : Carte blanche sur LCI : chroniqueuse
- Depuis 2018 : Appels d'urgence sur TFX : présentatrice
- 2019-2020 : La Matinale présentée par Pascale de La Tour du Pin sur LCI : chroniqueuse
- 2020 : présentatrice des journaux de 18 h, 22 h et 23 h sur LCI.
- 2020, 2022 : Rétroscopie sur TMC : présentatrice
- Depuis 2021 : Incroyables mariages gitans, sur TFX : présentatrice
- Depuis 2021 : Le Grand Quiz, sur TF1 : présentatrice
- 2021-2022 : co-animatrice de La Matinale sur LCI, avec Stefan Etcheverry
- 2022 : Elizabeth ll, une vie un règne sur TF1 : reporter
- Depuis 2022 : C'est Canteloup sur TF1 : présentatrice
- 2022 : En week-end avec sur TMC : présentatrice
- 2023 : Ma mère, ton père, l'amour et moi sur TF1 : présentatrice
- 2024 : Goldmen jusqu'au bout de leurs rêves sur TMC : présentatrice
- 2024 : Bonjour ! La Matinale TF1  présentée par Bruce Toussaint sur TF1 : chroniqueuse
- 2024 : Dream Team : la relève des stars sur TF1 : présentatrice
- 2024-2025 : Gladiators sur TF1 : coprésentation avec Denis Brogniart et Jean-Pierre Foucault
- 2025 : Le Portrait de la Semaine (dans l'émission Sept à huit sur TF1) en remplacement d’Audrey Crespo Mara

#### Participante
- 2018-2022, 2025 : Le Grand Concours des animateurs sur TF1

### À la radio
- 2017 : co-animatrice de Virgin Radio Direct, avec Nico Richaud, sur Virgin Radio
- 2019-2021 : animatrice du Portrait inattendu (rubrique de l'émission Culture Médias, présentée par Philippe Vandel), sur Europe 1.

## Filmographie
Sauf indication contraire, les informations mentionnées dans cette section peuvent être confirmées par la base de données cinématographiques Allociné,  présente dans la section « Liens externes ».
- 2021 : Lupin, serie sur Netflix : présentatrice du JT (un épisode)
- 2022 : Tous Inconnus de Nicolas Hourès : elle-même
- 2022 : Profession comédien : elle-même